# محمد نور (سياسي)
محمد أحمد نور (ترسن) (بالصومالية: Maxamed Nuur Tarsan)‏ سياسي صومالي، شغل منصب عمد العاصمة الصومالية مقديشو في الفترة ما بين 2010 و27 فبراير 2014 ومستشار الرئيس الصومالي محمد عبد الله فرماجو في 2017 وسفير الصومال لدى كينيا منذ 22 أغسطس 2018

## خلفية تاريخية

### حياته الشخصية
وُلد نور لعائلة من قبيلة الهوية، ونشأ في العاصمة الصومالية مقديشو، متزوج وله ستة أبناء.
عندما اندلعت الحرب الأهلية الصومالية في أوائل التسعينيات، هاجر ترسن مع عائلته إلى العاصمة البريطانية لندن في عام 1993، وأقامت الأسرة في حي هاكني في بادئ الأمر، ثم انتقلت لاحقًا إلى الحي الشمالي الغربي، حيث لا يزالون يقيمون.

### التحصيل العلمي
تابع ترسن الدراسة حيث حصل على البكالوريوس من جامعة وستمنستر.

### حياته المهنية
تخصص محمد نور "ترسن" في الهندسة وعمل مهندسا مدنيا في بداية حياته.
عمل مستشارًا إداريا في التجارة لمجلس ايسلينجتون في العاصمة البريطانية لندن.
في عام 2006 ترشح ترسن لمقعد عن حزب العمال في بلدية فورتشن جرين التابعة لويست هامبستيد في لندن لكنه لم يفز بالمقعد.
أسس ترسن جمعية كنتيش الخيرية الصومالية، وشغل منصب المدير التنفيذي فيها، وهي أول منظمة مجتمعية صومالية من هذا النوع في بلدة كنتيش في المملكة المتحدة، وتمثلت مهمة الجمعية في تقديم الدعم للمهاجرين الجدد.

## عمدة العاصمة مقديشو

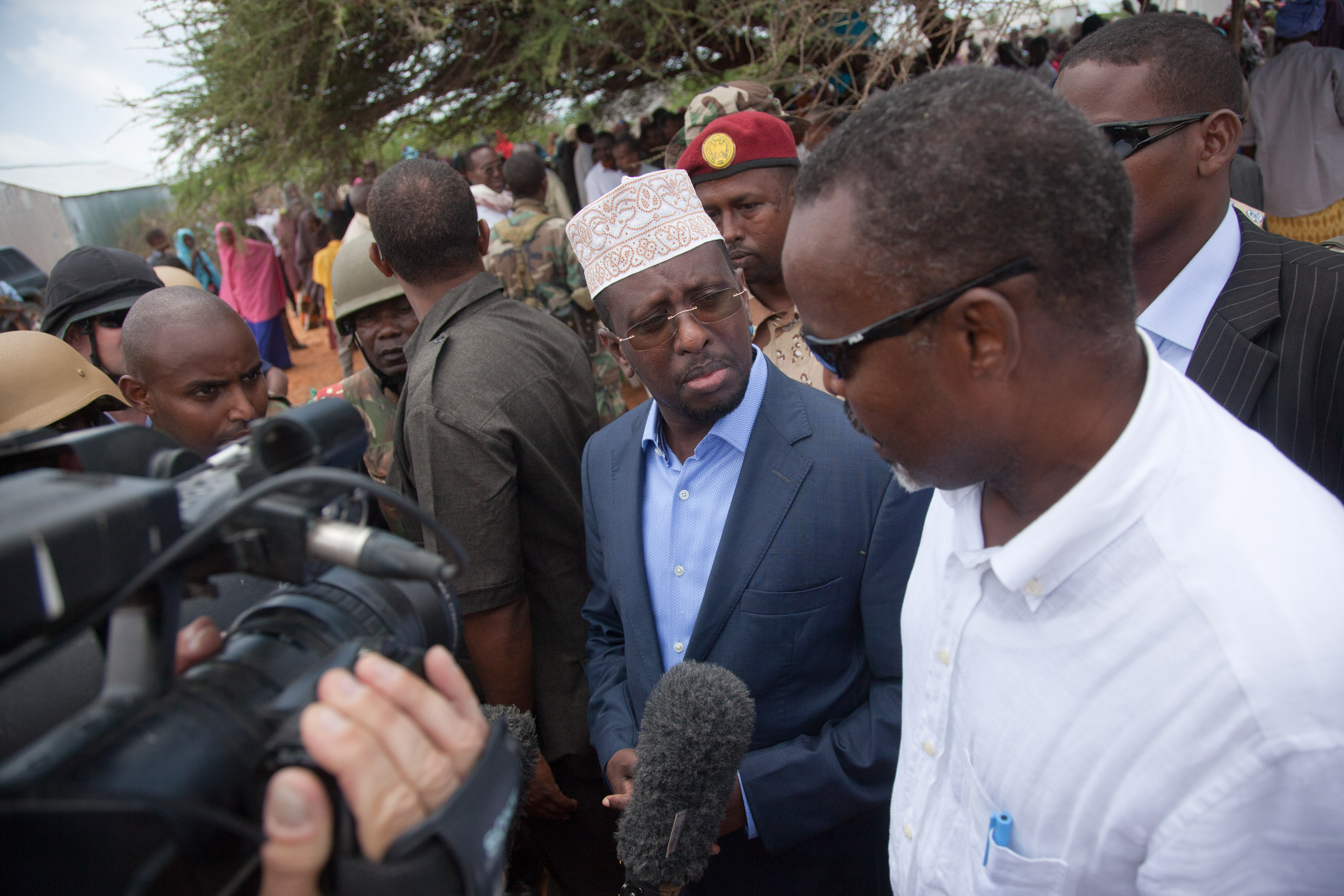
عمدة مقديشو برفقة الرئيس الصومالي شريف شيخ أحمد عام 2011

في عام 2010، من خلال مشاركته مع منظمة سياسية صومالية في الخارج،عُين محمد نور (ترسن) عمدة للعاصمة مقديشو. وسعى لإحداث تغيير إيجابي من خلال "تغيير عقلية الناس" في المدينة التي دمرتها المعارك.
منذ توليه المنصب، أنجزت إدارة ترسن عددًا من الإصلاحات في محاولة لتحسين الأمن في المدينة وتقديم الخدمات، بما في ذلك بدء مشروع لإزالة القمامة من بعض الأحيا، وإضاءة الشوارع، وتوفير الكهرباء على مدار الساعة، وإقالة المسؤولين الحكوميين الفاسدين، وتقديم خدمات رسمية، بحماية الشرطة، كما أكدت حكومة البلدية على السلامة المرورية، وفرضت غرامات على سائقي السيارات الذين يقودون بدون إضاءات، أو في ممرات الشوارع الخاطئة أو يحملون أحمالاً زائدة.
من بين مشاريعه الأكثر طموحًا، نظم ترسن مهرجان عام في عام 2011 للاحتفال بالثقافة المحلية، وكان هذا الحدث الأول من نوعه الذي تشهده المدينة منذ سنوات، وكان عرضة للهجوم من قبل متمردي حركة الشباب.
بعد طرد المتمردين من العاصمة مقديشو في منتصف عام 2011، بدأت الحياة في المدينة تعود تدريجياً إلى طبيعتها، كما بدأت إدارة ترسن بإعادة تأهيل واسعة النطاق للطرق والبنية التحتية العامة، مع تعاون السكان بشكل وثيق مع السلطات المدنية والشرطة لتشديد الأمن،  واعترف ترسن بوجود فرصة لنهضة مقديشو على الرغم من محدودية الموار، و سعى للحصول على الخبرة الخارجية والتعاون الدولي، مع حرصه على إقامة شراكات داخلية.
واصل المتمردون بعد طردهم من العاصمة توجيه تهديدات بالقتل إلى ترسن عبر الرسائل النصية بشكل دوري، ونجا بصعوبة من انفجار سيارة مفخخة في عام 2011 ومن عبوة ناسفة على جانب الطريق في العام التالي، مما أسفر عن مقتل ستة من العساكر، وبناءً على ذلك، عهد نور بمهمة حراسته الأمنية لابن عمه واعتاد بالسير في المدينة محاطا بقافلة مدرعة و حراس شخصيين.
مع إقرار دستور جديد في البلاد عام 2012 وانتخاب قادة الحكومة الاتحادية بعد انتهاء الفترة الانتقالية، واصل ترسن الإشراف على عملية إعادة الإعمار الجارية في مقديشو بعد الحرب الأهلية، وترأس اجتماعات تناقش التراخيص التجارية في الغرفة التجارية المنشأة حديثًا في العاصمة، كما نظم العديد من المشاريع التنموية، من ضمنها مشروع تجديد مراكز التسوق.
في يناير 2014، أطلقت إدارة بنادر مشروع تسمية الشوارع وترقيم المنازل والرموز البريدية على مستوى المدينة، والذي يُطلق عليه رسميًا نظام ترقيم المنازل والرمز البريدي، وهو مبادرة مشتركة بين السلطات البلدية وممثلي مجتمع الأعمال الصومالي، وتأسست المبادرة على نجاح مبادرة أطلقها الخبير الإستراتيجي الحضري ميتشل سيبوس بالشراكة مع إدارة بنادر لتعزيز نهج قائم على البيانات لإعادة الإعمار بعد الحرب. كجزء من التحديث والتطوير المستمر في العاصمة، وبحسب ترسن فإن المبادرة تهدف أيضًا إلى مساعدة السلطات على ترسيخ الأمن وحل نزاعات ملكية المساكن. وحقق المشروع نجاحًا ملحوظا، ما أدى إلى أن تغير الأمم المتحدة استراتيجيتها تجاه البلدية، لمواكبة التطور، إلا أن المشروع تعرض لانتكاسة فيما بعد.
في يناير 2014 عُين محمد نور ترسن نائبا لوزير الشباب والرياضة في حكومة رئيس الوزراء عبد الولي شيخ أحمد، إلا أنه رفض المنصب في مؤتمر صحفي، مشيرا إلى أنه لم يتم استشارته بشأن ترشيحه للمنصب.
في 27 فبراير 2014 عُين رئيس المحكمة العسكرية السابق حسن محمد حسين منجب عمدة للعاصمة مقديشو خلفا لمحمد نور ترسن بموجب مرسوم رئاسي بعد مشاورات بين الرئيس حسن شيخ محمود ورئيس الوزراء عبد الولي شيخ أحمد ووزير الداخلية عبد الله جودح بري
في نوفمبر 2014 أعلن محمد نور عن إنشاء حزب العدالة الاجتماعية
في 3 أغسطس 2017 عينه الرئيس الصومالي محمد عبد الله فرماجو مستشارا للشؤون السياسية
في 4 ديسمبر 2018 عُين ترسن سفيرا لدى كينيا، خلفا للسفير جمال محمد حسن وشهدت فترة رئاسته للبعثة الدبلوماسية في كينيا حلافات بين البلدين حيث تم استدعاؤه عدة مرات احتجاجا على التدخلات الكينية في الشؤون الداخلية للصومال حسب وصف الحكومة كما انسحب هو من اجتماع عقده الرئيس الكيني السابق أوهورو كنياتا مع سفراء أجانب احتجاجا على مشاركة ممثل من إقليم أرض الصومال الانفصالي في الاجتماع
في 23 يونيو 2023 عين الرئيس الصومالي حسن شيخ محمود المرشح الرئاسي السابق جبريل إبراهيم عبد اللي سفيرا لدى كينيا خلفا للسفير محمد نور ترسن 